# عرض الحمران (دوعن)
'

تعديل مصدري - تعديل

عرض الحمران هي إحدى قرى عزلة صيف بمديرية دوعن التابعة لمحافظة حضرموت، بلغ تعداد سكانها 277 نسمة حسب تعداد اليمن لعام 2004.